# Sentury
Qingdao Sentury Tire (青岛森麒麟轮胎S) è un'azienda cinese di pneumatici, fondata come Sentaida Group, quotata alla Borsa di Shenzhen.
Fondata a Qingdao nel 1992, produce principalmente pneumatici per automobili e aeromobili. 
Produce anche i marchi Landsail e Delinte, introdotti nel 2009.

Al 2025 è il diciannovesimo produttore mondiale di penumatici per fatturato.